# Ilijana Jotova
Ilijana Malinova Jotova (in bulgaro Илияна Малинова Йотова?; Sofia, 24 ottobre 1964) è una politica bulgara, Vice presidente della Bulgaria dal 22 gennaio 2017 e membro del Parlamento europeo dal 2007 al 16 gennaio 2017, quando rassegnò le dimissioni per assumere il nuovo incarico.